# Клещов Олексій Юхимович
Олексі́й Юхи́мович Клещов (нар. 12 (25) лютого 1905 — 13 грудня 1968) — Герой Радянського Союзу, секретар Пінського підпільного обкому КП(б)Б, командир Пінського партизанського з'єднання, генерал-майор. Учасник партизанського руху в Білорусі. Нагороджений трьома орденами Леніна, орденами Червоного Прапора, Вітчизняної війни 1-го ступеня й багатьма медалями.

## Біографія
Олексій Клещов народився 25 лютого 1905 у селі Міхновичі Мінської губернії у селянській родині. За національністю — білорус. З 1928 року Клещов член ВКП(б), а потім і КПРС. У 1924-27 роках працював на посаді голови сільради.
У 1927-29 роках Клещов служив у Червоній Армії. У 1930-39 роках займав посаду директора Шкловської, Дріссенської та Меховської МТС у Білоруській РСР. З вересня 1939 року очолив земельний відділ Пінської області Білорусі.
З липня 1941 року Клещов — учасник Другої Світової війни. Був у складі Пінського обласного підпільного партійного центру, створював підпільні партійні ланки на окупованій території, проводив організаторську роботу з опору німецьким загарбникам.
З вересня 1942 року Клещов — уповноважений ЦК КП(б) Білорусі у Пінській області, а з 1943 року — секретар Пінського підпільного обкому партії.
Постановою Ради народних комісарів СРСР від 16 вересня 1943 року № 1000 Олексію Клещову надано військове звання «генерал-майор».
З 27 квітня до 10 жовтня 1943 року Клещов на посаді командира Пінського партизанського з'єднання, яке вело активні бойові дії проти німецьких частин. Партизани з'єднання завдавали ударів по німецьких гарнізонах, проводили диверсії на німецьких комунікаціях, знищували німецьку техніку.
За вміле керівництво партизанським з'єднанням та проявлені при цьому мужність та героїзм указом Президії Верховної Ради СРСР від 1 січня 1944 року генерал-майору Клещову Олексію Юхимовичу надано звання Героя Радянського Союзу із врученням ордена Леніна й медалі «Золота Зірка» (№ 2211).
З 1944 року Клещов на посаді першого секретаря Пінського, а у 1946-48 роках і Полоцького обкомів КП Білорусі. У 1948—53 роках займав пост голова Ради міністрів Білоруської РСР. У 1955-60 роках — перший секретар Кокчетавського обкому КП Казахстану.
Клещов обирався депутатом Верховної Ради СРСР 2-го, 3-го і 5-го скликань. На 20-му з'їзді КП(б) Білорусі він обирався членом ЦК і був членом Бюро ЦК КП(б) Білорусі у 1948-53 роках. З 1961 року Клещов вийшов на пенсію.
Після виходу на пенсію жив у Москві. Помер 13 грудня 1968 року. Був похований у Москві на Новодівочому цвинтарі на ділянці 7.

## Пам'ять
- На честь Клещова названо Пінський гідромеліоративний технікум[2]
- Вулиця в Полоцьку названа на честь Клещова[2]
- На будівлі Райсільгосптехніки у місті Шклові, де він працював, установлена меморіальна дошка[2]